# Calmont (Aveyron)
Calmont-de-Plancatge redirige ici.
Pour les articles homonymes, voir Calmont et Naves.
Calmont, également nommée Calmont-de-Plancatge non officiellement, est une commune française, située dans le département de l'Aveyron en région Occitanie.
Le patrimoine architectural de la commune comprend quatre  immeubles protégés au titre des monuments historiques : une croix de chemin, classée  en 1910, la Halle, classée en 1937, et l'oratoire de Ceignac, inscrit en 1977.

## Géographie

### Localisation et communes limitrophes
La commune de Calmont se trouve au centre-ouest  du département de l'Aveyron, dans la petite région agricole du Ségala.
Elle se situe à 18 km par la route de Rodez, préfecture du département, à 51 km de Villefranche-de-Rouergue, sous-préfecture, et à 33 km de Réquista, bureau centralisateur du canton des Monts du Réquistanais dont dépend la commune depuis 2015. La commune fait en outre partie du bassin de vie de Baraqueville.
Les communes les plus proches sont, : Manhac (3,5 km), Sainte-Juliette-sur-Viaur (3,9 km), Comps-la-Grand-Ville (4,8 km), Camboulazet (6,0 km), Baraqueville (7,1 km), Luc-la-Primaube (7,5 km), Flavin (8,7 km), Salmiech (8,8 km), Cassagnes-Bégonhès (9,0 km).

### Paysages et relief
Aux portes du chef-lieu Rodez, la commune de Calmont est située sur le Ségala à la limite de la région ruthénoise.
La commune est composée de plusieurs villages et de hameaux plus ou moins importants qui voient leur population augmenter en raison de la proximité de la métropole ruthénoise : Rodez. Ainsi, outre Calmont qui donne son nom à la commune, on peut citer Ceignac, Magrin, Milhac, Prévinquières, Lacassagne, etc.

### Hydrographie

#### Réseau hydrographique

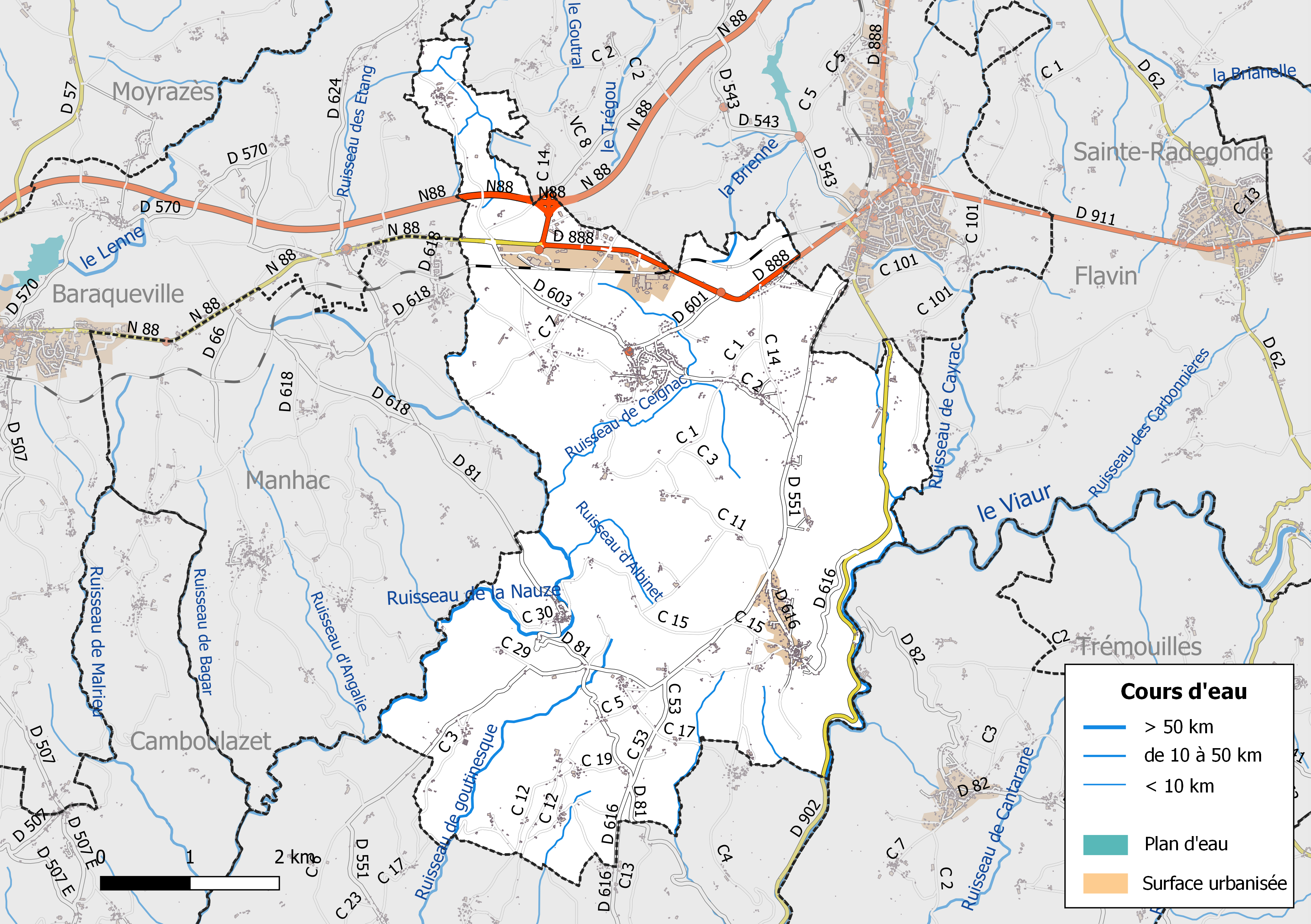
Réseaux hydrographique et routier de Calmont.

La commune est drainée par le Viaur, le Ruisseau de la Nauze, la Brienne, le ruisseau de Cayrac, le ruisseau de goutinesque, le ruisseau d'Albinet, le ruisseau de Bécade, le ruisseau de Ceignac, le ruisseau des Agoutes, le ruisseau des Etang, le ruisseau du Buguet et par divers petits cours d'eau.
Le Viaur prend sa source à 1 086 m d’altitude dans la région naturelle du Lévézou qui présente un relief vallonné, dans la commune de Vézins-de-Lévézou pour confluer, après avoir parcouru environ 168 km, avec l'Aveyron à 146 m d’altitude en limite de Laguépie (Tarn-et-Garonne) et Saint-Martin-Laguépie (Tarn), après avoir arrosé 30 communes.
Le Ruisseau de la Nauze, d'une longueur totale de 15,7 km, prend sa source dans la commune de Manhac et se jette  dans le Viaur à Centrès, après avoir arrosé 5 communes.

#### Gestion des cours d'eau
Afin d’atteindre le bon état des eaux imposé par la Directive-cadre sur l'eau du 23 octobre 2000, plusieurs outils de gestion intégrée s’articulent à différentes échelles pour définir et mettre en œuvre un programme d’actions de réhabilitation et de gestion des milieux aquatiques : le SDAGE (Schéma directeur d'aménagement et de gestion des eaux), à l’échelle du bassin hydrographique, et le SAGE (Schéma d'aménagement et de gestion des eaux), à l’échelle locale. Ce dernier fixe les objectifs généraux d’utilisation, de mise en valeur et de protection quantitative et qualitative des ressources en eau superficielle et souterraine. Trois SAGE sont mis en oeuvre dans le département de l'Aveyron.
La commune fait partie du SAGE du bassin versant du Viaur, approuvé le 28 mars 2018, au sein du SDAGE Adour-Garonne. Le périmètre de ce SAGE couvre 89 communes, sur trois départements (Aveyron, Tarn et Tarn-et-Garonne),. Le pilotage et l’animation du SAGE sont assurés par l’établissement public d'aménagement et de gestion des eaux (EPAGE) du bassin du Viaur, une structure qui regroupe les établissements publics de coopération intercommunale à fiscalité propre (EPCI-FP) dont le territoire est inclus (en totalité ou partiellement) dans le bassin hydrographique du Viaur et les structures gestionnaires de l’alimentation en eau potable des populations et qui disposent d’une ressource sur le bassin versant du Viaur. Il correspond à l’ancien syndicat mixte du Bassin versant du Viaur,.

### Climat
Pour des articles plus généraux, voir Climat de l'Occitanie et Climat de l'Aveyron.
En 2010, le climat de la commune est de type climat océanique altéré, selon une étude s'appuyant sur une série de données couvrant la période 1971-2000. En 2020, Météo-France publie une typologie des climats de la France métropolitaine dans laquelle la commune est dans une zone de transition entre le climat océanique altéré et le climat de montagne et est dans la région climatique Sud-est du Massif Central, caractérisée par une pluviométrie annuelle de 1 000 à 1 500 mm, minimale en été, maximale en automne.
Pour la période 1971-2000, la température annuelle moyenne est de 10,8 °C, avec une amplitude thermique annuelle de 15,6 °C. Le cumul annuel moyen de précipitations est de 1 060 mm, avec 12 jours de précipitations en janvier et 6,6 jours en juillet. Pour la période 1991-2020, la température moyenne annuelle observée sur la station météorologique la plus proche, située sur la commune de Flavin à 9 km à vol d'oiseau, est de 11,0 °C et le cumul annuel moyen de précipitations est de 902,2 mm,. Pour l'avenir, les paramètres climatiques de la commune estimés pour 2050 selon différents scénarios d'émission de gaz à effet de serre sont consultables sur un site dédié publié par Météo-France en novembre 2022.

### Milieux naturels et biodiversité

#### Sites Natura 2000

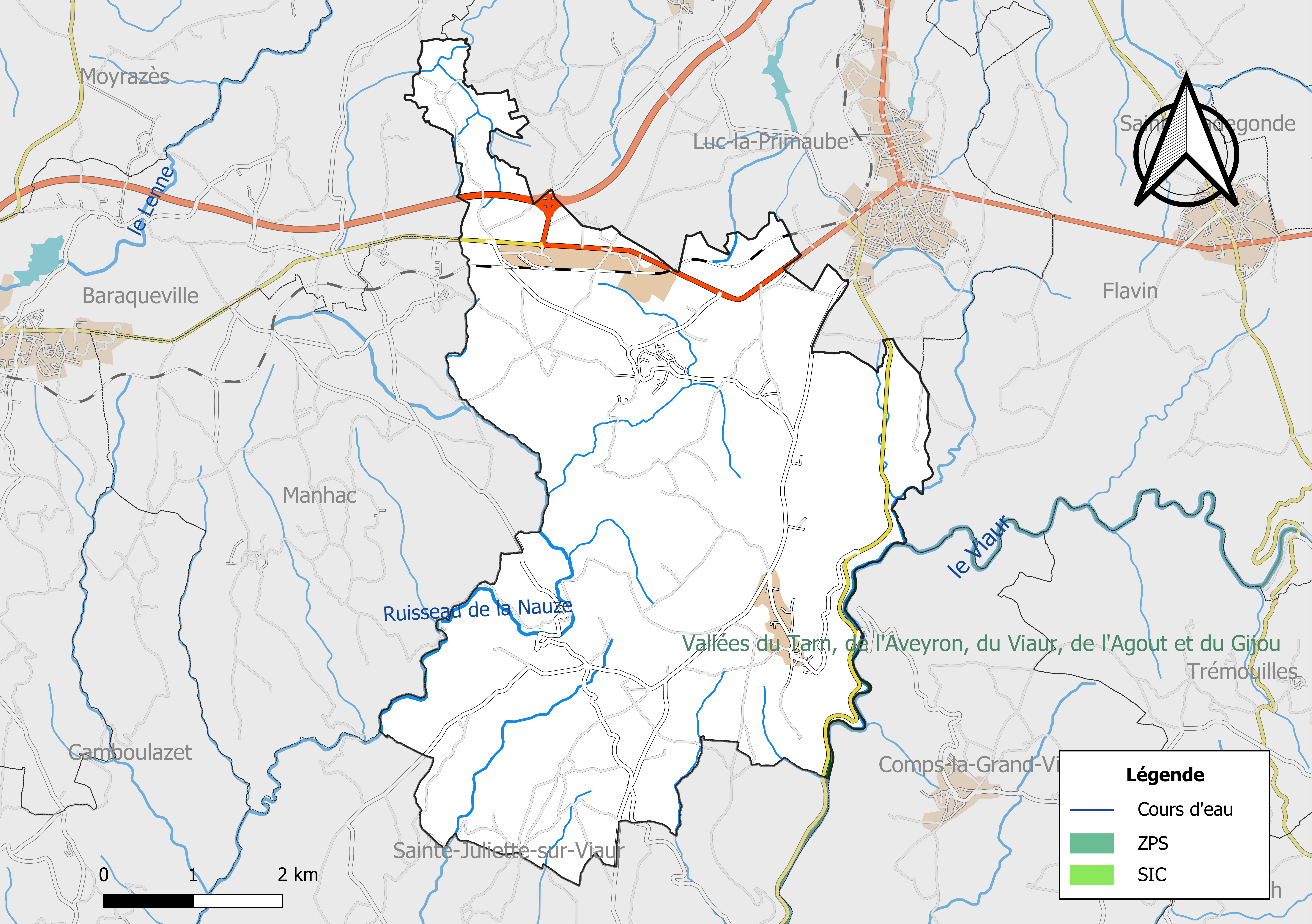
Sites Natura 2000 sur le territoire communal.

Le réseau Natura 2000 est un réseau écologique européen de sites naturels d’intérêt écologique élaboré à partir des Directives « Habitats » et « Oiseaux ». Ce réseau est constitué de Zones spéciales de conservation (ZSC) et de Zones de protection spéciale (ZPS). Dans les zones de ce réseau, les États Membres s'engagent à maintenir dans un état de conservation favorable les types d'habitats et d'espèces concernés, par le biais de mesures réglementaires, administratives ou contractuelles.
Un site Natura 2000 a été défini sur la commune au titre de la « directive Habitats ».
Les « Vallées du Tarn, de l'Aveyron, du Viaur, de l'Agout et du Gijou », d'une superficie de 17 144 ha, s'étendent sur 136 communes dont 41 dans l'Aveyron, 8 en Haute-Garonne, 50 dans le Tarn et 37 dans le Tarn-et-Garonne. Elles présentent une très grande diversité d'habitats et d'espèces dans ce vaste réseau de cours d'eau et de gorges. La présence de la Loutre d'Europe et de la moule perlière d'eau douce est également d'un intérêt majeur.

#### Zones naturelles d'intérêt écologique, faunistique et floristique
L’inventaire des zones naturelles d'intérêt écologique, faunistique et floristique (ZNIEFF) a pour objectif de réaliser une couverture des zones les plus intéressantes sur le plan écologique, essentiellement dans la perspective d’améliorer la connaissance du patrimoine naturel national et de fournir aux différents décideurs un outil d’aide à la prise en compte de l’environnement dans l’aménagement du territoire.
Le territoire communal de Calmont comprend une ZNIEFF de type 1,, 
la « Rivière du Viaur » (697,7 ha)
, et une ZNIEFF de type 2,, 
la « Vallée du Viaur et ses affluents » (27 587 ha), qui s'étend sur 73 communes dont 61 aveyronnaises, 9 dans le Tarn et 3 en Tarn-et-Garonne.

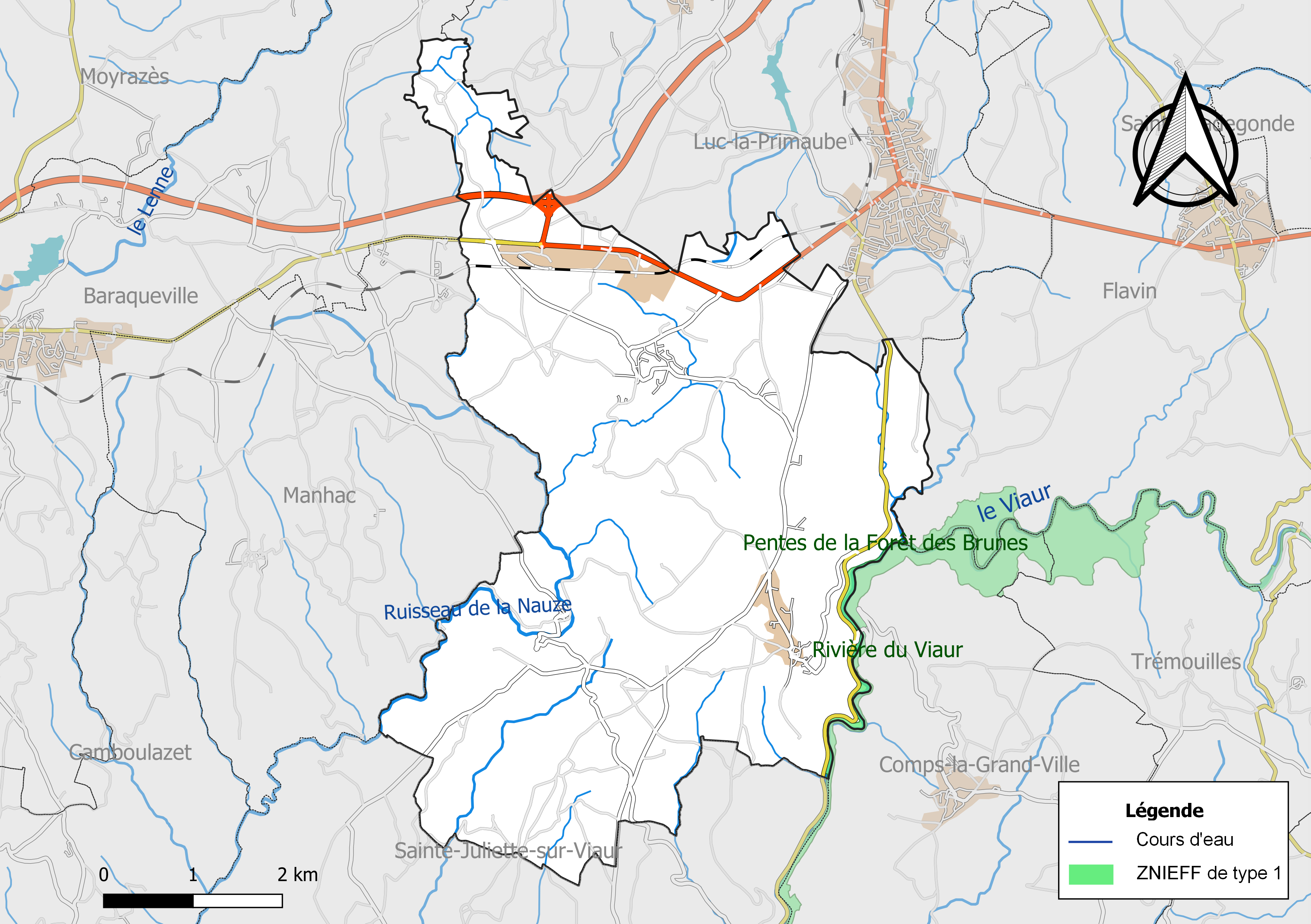
Carte de la ZNIEFF de type 1 de la commune.
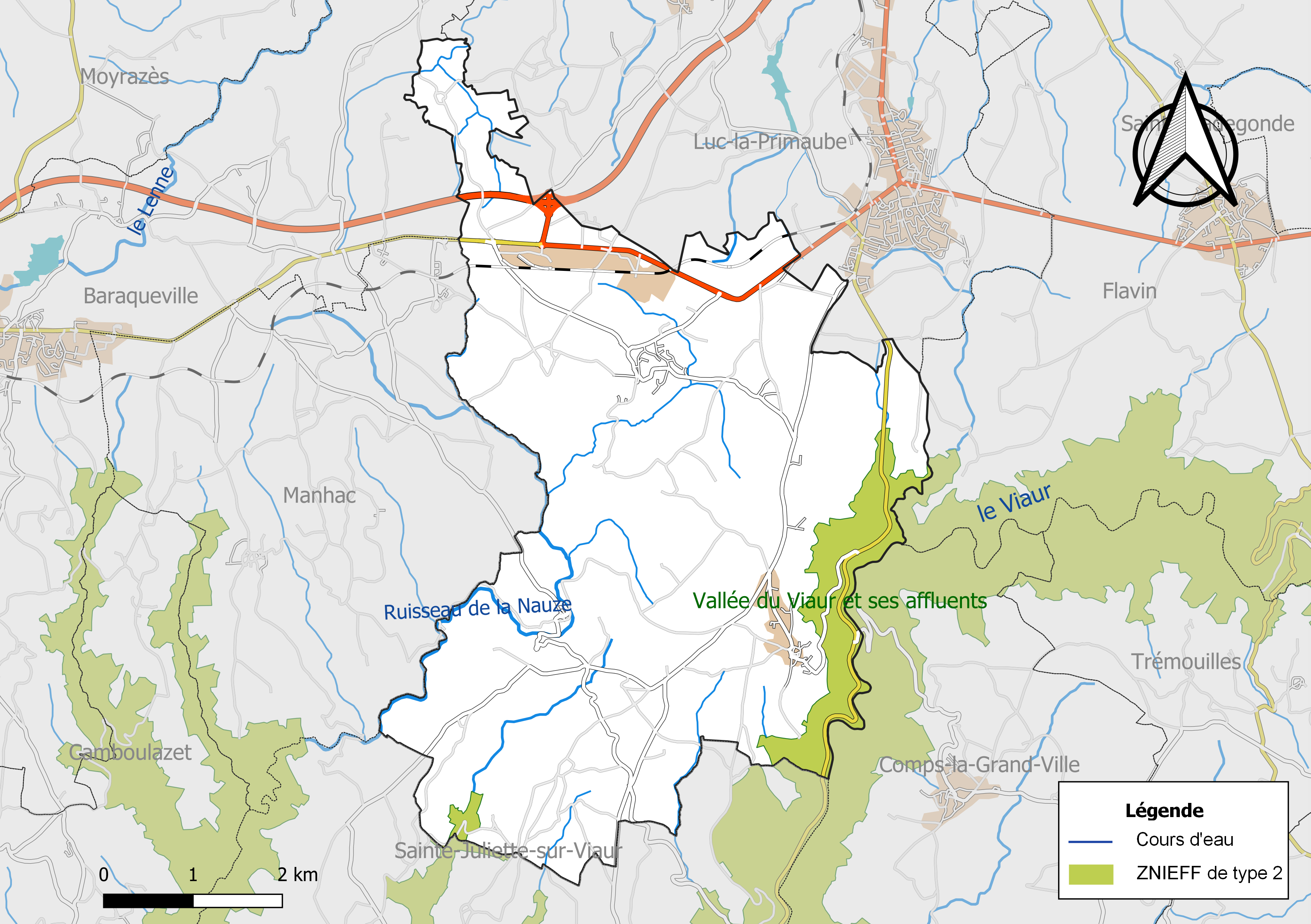
Carte de la ZNIEFF de type 2 de la commune.

## Urbanisme

### Typologie
Au 1er janvier 2024, Calmont est catégorisée commune rurale à habitat dispersé, selon la nouvelle grille communale de densité à 7 niveaux définie par l'Insee en 2022.
Elle est située hors unité urbaine. Par ailleurs la commune fait partie de l'aire d'attraction de Rodez, dont elle est une commune de la couronne,. Cette aire, qui regroupe 68 communes, est catégorisée dans les aires de 50 000 à moins de 200 000 habitants,.

### Occupation des sols

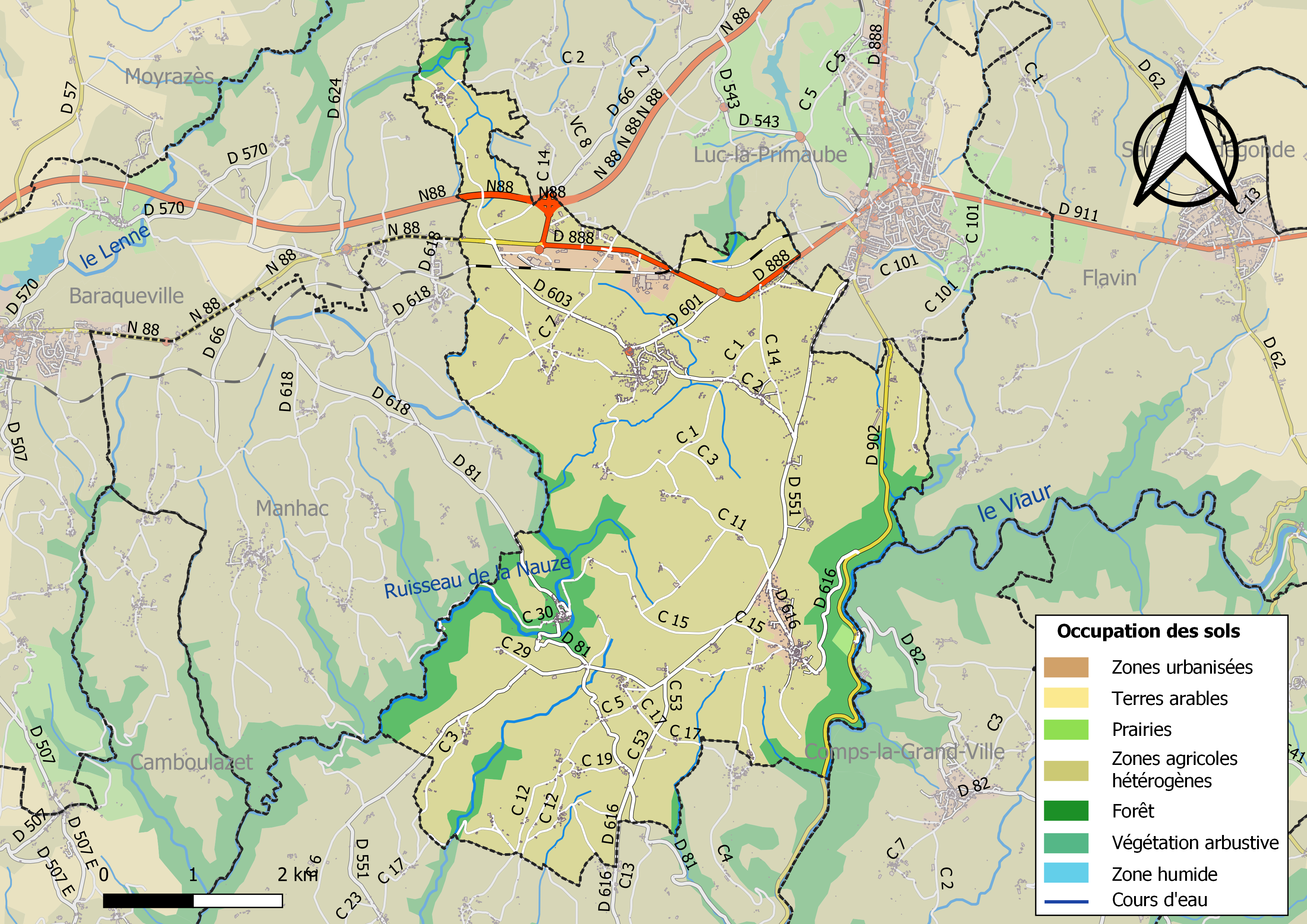
Infrastructures et occupation des sols de la commune de Calmont.

L'occupation des sols de la commune, telle qu'elle ressort de la base de données européenne d’occupation biophysique des sols Corine Land Cover (CLC), est marquée par l'importance des territoires agricoles (82 % en 2018), en diminution par rapport à 1990 (85,4 %). La répartition détaillée en 2018 est la suivante : 
zones agricoles hétérogènes (81,7 %), forêts (12,6 %), zones urbanisées (2,5 %), zones industrielles ou commerciales et réseaux de communication (2,4 %), mines, décharges et chantiers (0,6 %), prairies (0,2 %).

### Planification
La loi SRU du 13 décembre 2000 a incité fortement les communes à se regrouper au sein d’un établissement public, pour déterminer les partis d’aménagement de l’espace au sein d’un SCoT, un document essentiel d’orientation stratégique des politiques publiques à une grande échelle. La commune est dans le territoire du SCoT du Centre Ouest Aveyron  approuvé en février 2020. La structure porteuse est le Pôle d'équilibre territorial et rural Centre Ouest Aveyron, qui associe neuf EPCI, notamment la communauté de communes Pays Ségali, dont la commune est membre.
La commune disposait en 2017 d'un plan local d'urbanisme approuvé. Le zonage réglementaire et le règlement associé peuvent être consultés sur le Géoportail de l'urbanisme.

### Risques majeurs
Le territoire de la commune de Calmont est vulnérable à différents aléas naturels : climatiques (hiver exceptionnel ou canicule), feux de forêts et séisme (sismicité faible).
Il est également exposé à deux risques technologiques, le transport de matières dangereuses et la rupture d'un barrage, et à un risque particulier, le risque radon,.

#### Risques naturels
Le Plan départemental de protection des forêts contre les incendies découpe le département de l’Aveyron en sept « bassins de risque » et définit une sensibilité des communes à l’aléa feux de forêt (de faible à très forte). La commune est classée en sensibilité faible.
Les mouvements de terrains susceptibles de se produire sur la commune sont liés au retrait-gonflement des argiles, conséquence d'un changement d'humidité des sols argileux. Les argiles sont capables de fixer l'eau disponible mais aussi de la perdre en se rétractant en cas de sécheresse. Ce phénomène peut provoquer des dégâts très importants sur les constructions (fissures, déformations des ouvertures) pouvant rendre inhabitables certains locaux. La carte de zonage de cet aléa peut être consultée sur le site de l'observatoire national des risques naturels Georisques.

#### Risques technologiques
Le risque de transport de matières dangereuses sur la commune est lié à sa traversée par une route à fort trafic et une ligne de chemin de fer. Un accident se produisant sur de telles infrastructures est en effet susceptible d’avoir des effets graves au bâti ou aux personnes jusqu’à 350 m, selon la nature du matériau transporté. Des dispositions d’urbanisme peuvent être préconisées en conséquence.
Dans le département de l'Aveyron on dénombre huit grands barrages susceptibles d’occasionner des dégâts en cas de rupture. La commune fait partie des 64 communes susceptibles d’être touchées par l’onde de submersion consécutive à la rupture d’un de ces barrages.

#### Risque particulier
Dans plusieurs parties du territoire national, le radon, accumulé dans certains logements ou autres locaux, peut constituer une source significative d’exposition de la population aux rayonnements ionisants. Toutes les communes du département sont concernées par le risque radon à un niveau plus ou moins élevé. La commune de Calmont est classée à risque moyen à élevé.

## Toponymie
En occitan : Caumont de Plancatge.

## Histoire

### Moyen Âge
Dès le XIIe siècle, des écrits attestent la présence d'un édifice fortifié sur ce piton qui domine la vallée de la Nauze. Deux familles seigneuriales sont présentes sur le site : les Calmont (Begon, Guillaume...), branche des seigneurs de Calmont d'Olt, et Bernard d'Arpajon, fils du comte Hugues Ier de Rodez.
Au partir du XIIIe siècle, le Calmontais constitue une vaste baronnie regroupant jusqu'à dix-sept paroisses. Les Arpajon se succéderont à la tête de cette baronnie et tiendront une place de premier rang dans la vie de la province.
Hugues 1er, petit-fils fondateur de la lignée, porte le titre de baron d'Arpajon, seigneur de Calmont-de-Plancatge.
En 1437, Jean II d'Arpajon reçoit au château Charles VII, roi de France. Son fils, Jean II, sera le chambellan de Louis XI, puis de Charles VII.
Des murailles abritent alors les familles nobles, constituant un ensemble appelé « castelat ». Le dispositif défensif est complété en 1370 par la construction d'une tour. Puis, au début du XVe siècle, est édifié le château neuf, joignant le fort ancien, avec une muraille contournant l'église Saint-Jean-Baptiste.
À l'extérieur des remparts, se développent les faubourgs, dont le principal se situe le long de la vallée de la Nauze, avec en amont une chaussée qui dévie une partie de l'eau, le long de la rue « longue » en direction d'un moulin en aval. Pendant plusieurs siècles, ce bief ("bezal") était à ciel ouvert et on accédait aux maisons et granges qui le longeaient, en passant par des planches...d'où le nom de Calmont-de-Plantcatge.
Plusieurs maisons à pans de bois (XVe siècle) témoignent aujourd'hui du riche passé du village. À cette époque, se tiennent ici trois foires l'an, « avec grande vente de bétail. »
Au XIIIe siècle la maison d'Arpajon se qualifiait seigneurs de Calmont.

### Époque moderne
Au XVIe siècle, René Ier d'Arpajon accueille, dans les murs du château, Henri d'Albret, roi de Navarre, et sa femme, Marguerite de Valois, sœur de François Ier.
Au milieu du XVIIe siècle, le bourg compte alors dix notaires, dix « praticiens » (juristes, avoués...), trois chirurgiens, trois tailleurs, sept cordonniers, quatre forgerons et de nombreux marchands.
La culture du chanvre est très répandue et son tissage constitue pour beaucoup d'habitants une seconde activité. La toile de Calmont est alors réputée pour sa qualité.

En 1665, Louis Ier apporte les nom, titre, et dignité de duché-pairie d'Arpajon sur la terre de Calmont-de-Plancatge.

## Politique et administration

### Découpage territorial
La commune de Calmont est membre de la communauté de communes Pays Ségali, un établissement public de coopération intercommunale (EPCI) à fiscalité propre créé le 1er janvier 2017 dont le siège est à Baraqueville. Ce dernier est par ailleurs membre d'autres groupements intercommunaux.
Sur le plan administratif, elle est rattachée à l'arrondissement de Villefranche-de-Rouergue, au département de l'Aveyron et à la région Occitanie. Sur le plan électoral, elle dépend du  canton des Monts du Réquistanais pour l'élection des conseillers départementaux, depuis le redécoupage cantonal de 2014 entré en vigueur en 2015, et de la troisième circonscription de l'Aveyron  pour les élections législatives, depuis le dernier découpage électoral de 2010.

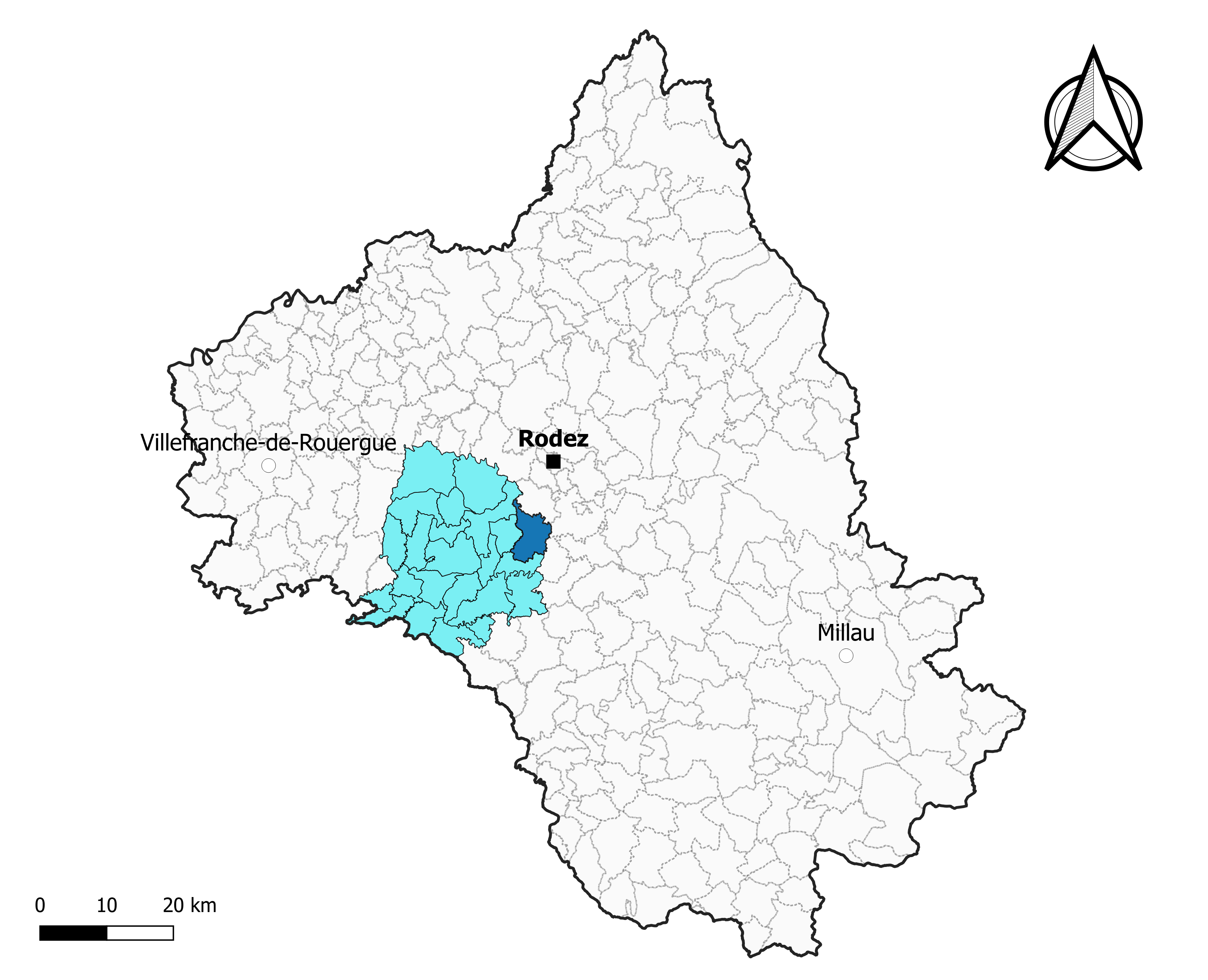
Calmont dans l'intercommunalité en 2020.
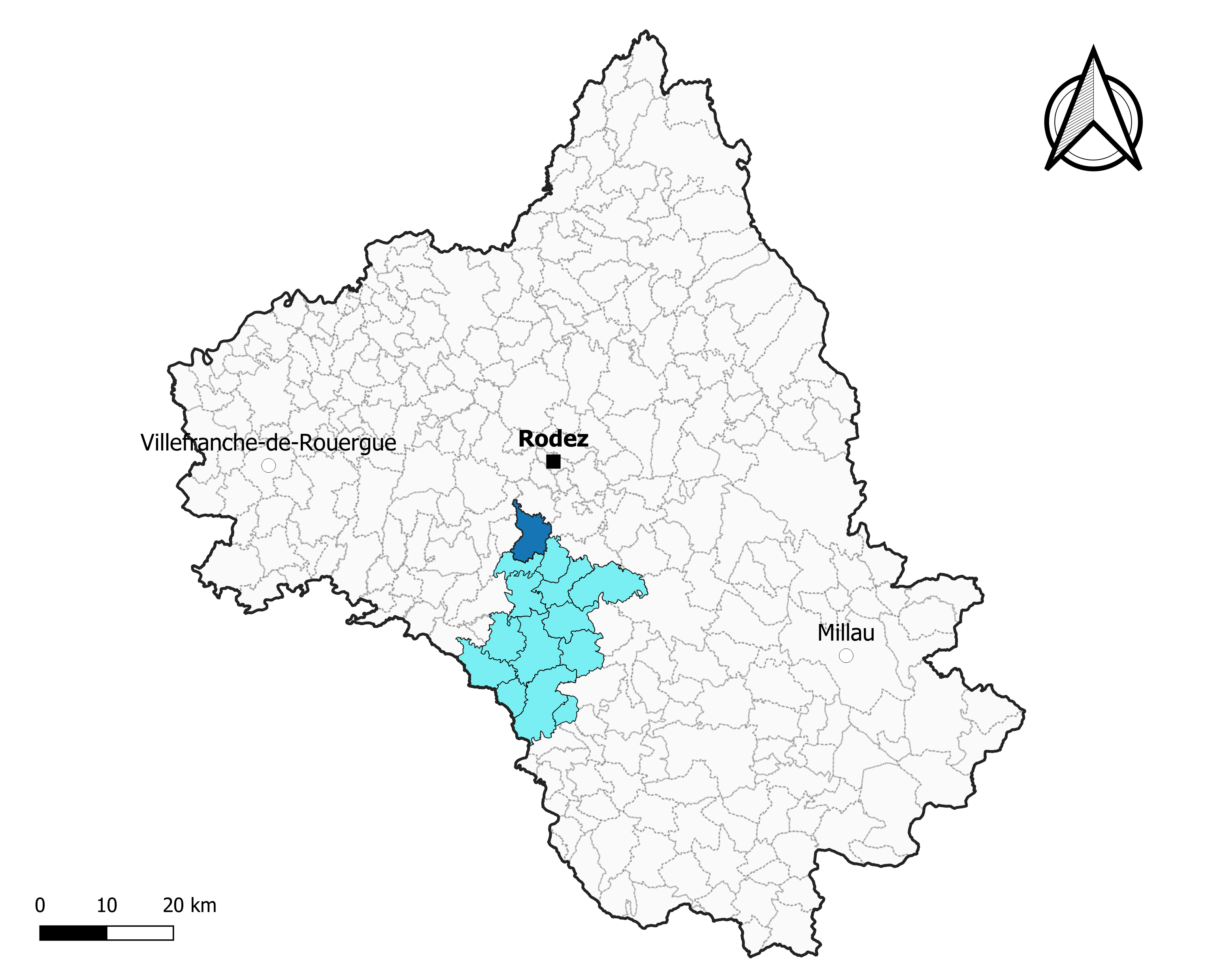
Calmont dans le canton des Monts du Réquistanais en 2020.
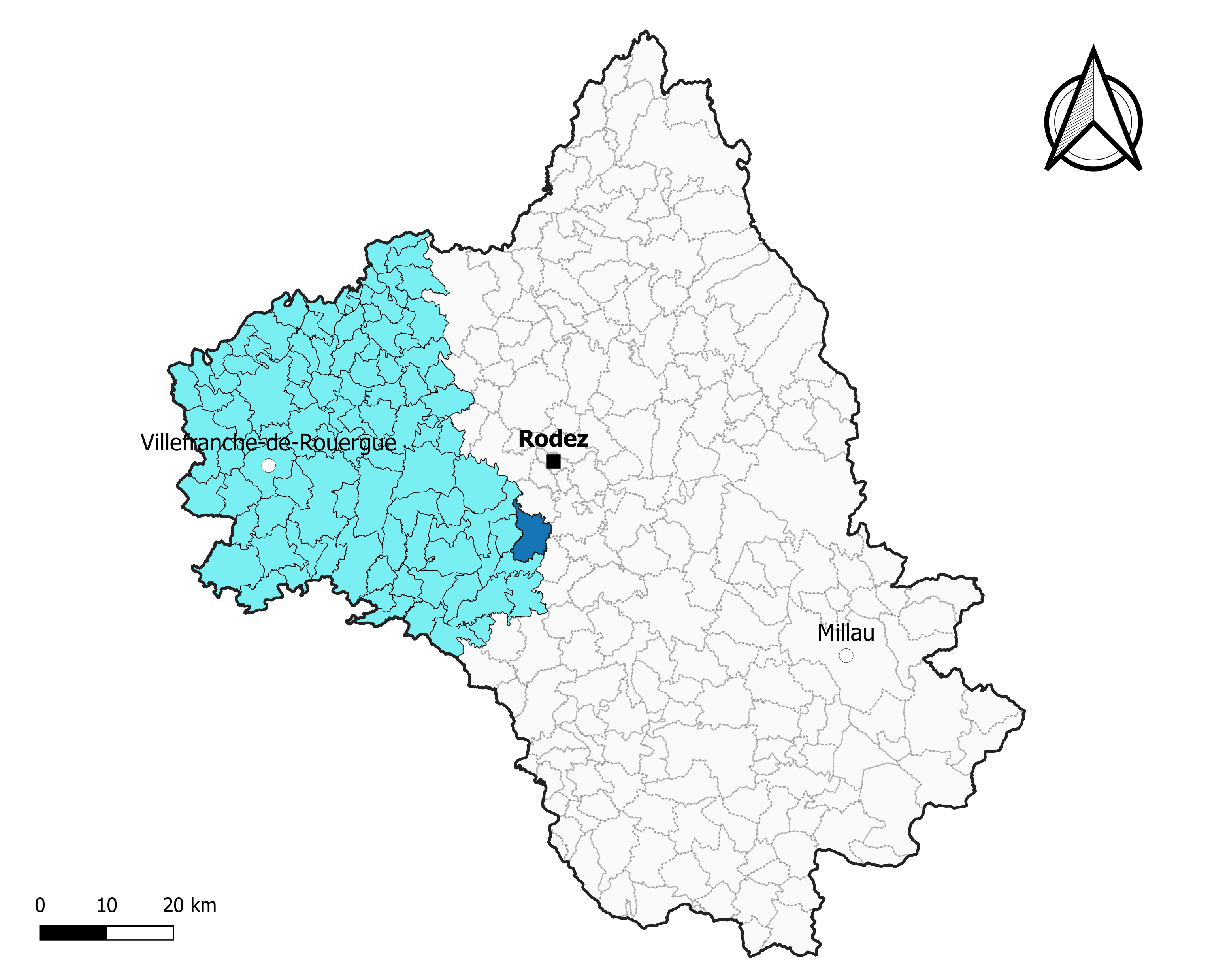
Calmont dans l'arrondissement de Villefranche-de-Rouergue en 2020.

### Élections municipales et communautaires

#### Élections de 2020
Le conseil municipal de Calmont, commune de plus de 1 000 habitants, est élu au scrutin proportionnel de liste à deux tours (sans aucune modification possible de la liste), pour un mandat de six ans renouvelable. Compte tenu de la population communale, le nombre de sièges à pourvoir lors des élections municipales de 2020 est de 19. Les dix-neuf conseillers municipaux sont élus au premier tour avec un taux de participation de 48,97 %, issus de la seule liste candidate, conduite par David Mazars. David Mazars est élu nouveau maire de la commune le 26 mai 2020.
Les quatre sièges attribués à la commune au sein du conseil communautaire de la communauté de communes Pays Ségali sont alloués à la liste de David Mazars.

#### Liste des maires
| Période                                  | Période  | Identité          | Étiquette | Qualité  |
| ---------------------------------------- | -------- | ----------------- | --------- | -------- |
| mars 1947                                | 1977     | Elie Cerles       |           |          |
| mars 1977                                | 1989     | Bernard Dalbin    |           |          |
| mars 1989                                | 1995     | Robert Escaffre   |           |          |
| mars 1995                                | 2002     | Roger Caulet      | SE        |          |
| mars 2002                                | 2020     | Christian Vergnes | SE        | Retraité |
| juin 2020                                | En cours | David Mazars      |           | Éleveur  |
| Les données manquantes sont à compléter. |          |                   |           |          |

## Démographie

### Évolution démographique
L'évolution du nombre d'habitants est connue à travers les recensements de la population effectués dans la commune depuis 1793. Pour les communes de moins de 10 000 habitants, une enquête de recensement portant sur toute la population est réalisée tous les cinq ans, les populations de référence des années intermédiaires étant quant à elles estimées par interpolation ou extrapolation. Pour la commune, le premier recensement exhaustif entrant dans le cadre du nouveau dispositif a été réalisé en 2004.

En 2022, la commune comptait 2 208 habitants, en évolution de +10,62 % par rapport à 2016 (Aveyron : +0,37 %, France hors Mayotte : +2,11 %).
| 1793 | 1800 | 1836  | 1841  | 1846  | 1851  | 1856  | 1861  | 1866  |
| ---- | ---- | ----- | ----- | ----- | ----- | ----- | ----- | ----- |
| 238  | 255  | 1 375 | 1 344 | 1 438 | 1 443 | 1 426 | 1 443 | 1 415 |

| 1872  | 1876  | 1881  | 1886  | 1891  | 1896  | 1901  | 1906  | 1911  |
| ----- | ----- | ----- | ----- | ----- | ----- | ----- | ----- | ----- |
| 1 544 | 1 555 | 1 524 | 1 629 | 1 594 | 1 565 | 1 598 | 1 594 | 1 562 |

| 1921  | 1926  | 1931  | 1936  | 1946  | 1954  | 1962  | 1968  | 1975  |
| ----- | ----- | ----- | ----- | ----- | ----- | ----- | ----- | ----- |
| 1 554 | 1 611 | 1 551 | 1 393 | 1 409 | 1 514 | 1 225 | 1 163 | 1 116 |

| 1982  | 1990  | 1999  | 2004  | 2006  | 2009  | 2014  | 2019  | 2022  |
| ----- | ----- | ----- | ----- | ----- | ----- | ----- | ----- | ----- |
| 1 224 | 1 437 | 1 582 | 1 752 | 1 859 | 1 984 | 1 973 | 2 166 | 2 208 |

### Pyramide des âges
En 2018, le taux de personnes d'un âge inférieur à 30 ans s'élève à 30,1 %, soit au-dessus de la moyenne départementale (28,8 %). À l'inverse, le taux de personnes d'âge supérieur à 60 ans est de 29,2 % la même année, alors qu'il est de 34,3 % au niveau départemental.
En 2018, la commune comptait 1 052 hommes pour 1 057 femmes, soit un taux de 50,12 % de femmes, légèrement inférieur au taux départemental (50,67 %).
Les pyramides des âges de la commune et du département s'établissent comme suit.
| Hommes | Classe d’âge | Femmes |
| ------ | ------------ | ------ |
| 1,5    | 90 ou +      | 4,7    |
| 7,5    | 75-89 ans    | 10,8   |
| 18,1   | 60-74 ans    | 15,8   |
| 23,1   | 45-59 ans    | 19,8   |
| 19,1   | 30-44 ans    | 19,6   |
| 11,6   | 15-29 ans    | 10,5   |
| 19,2   | 0-14 ans     | 18,8   |

| Hommes | Classe d’âge | Femmes |
| ------ | ------------ | ------ |
| 1,3    | 90 ou +      | 3      |
| 10,3   | 75-89 ans    | 13,5   |
| 21,3   | 60-74 ans    | 21,3   |
| 20,8   | 45-59 ans    | 20,1   |
| 16,4   | 30-44 ans    | 15,7   |
| 14,8   | 15-29 ans    | 12,2   |
| 15,3   | 0-14 ans     | 14,3   |

## Économie

### Revenus
En 2018  (données Insee publiées en septembre 2021), la commune compte 774 ménages fiscaux, regroupant 2 004 personnes. La médiane du revenu disponible par unité de consommation est de 23 840 € (20 640 € dans le département). 59 % des ménages fiscaux sont imposés ( % dans le département).

### Emploi
| Division       | 2008  | 2013  | 2018  |
| -------------- | ----- | ----- | ----- |
| Commune        | 2,4 % | 3,5 % | 3,7 % |
| Département    | 5,4 % | 7,1 % | 7,1 % |
| France entière | 8,3 % | 10 %  | 10 %  |

En 2018, la population âgée de 15 à 64 ans s'élève à 1 238 personnes, parmi lesquelles on compte 79,2 % d'actifs (75,5 % ayant un emploi et 3,7 % de chômeurs) et 20,8 % d'inactifs,. Depuis 2008, le taux de chômage communal (au sens du recensement) des 15-64 ans est inférieur à celui de la France et du département.
La commune fait partie de la couronne de l'aire d'attraction de Rodez, du fait qu'au moins 15 % des actifs travaillent dans le pôle,. Elle compte 856 emplois en 2018, contre 750 en 2013 et 600 en 2008. Le nombre d'actifs ayant un emploi résidant dans la commune est de 947, soit un indicateur de concentration d'emploi de 90,5 % et un taux d'activité parmi les 15 ans ou plus de 58,1 %.
Sur ces 947 actifs de 15 ans ou plus ayant un emploi, 210 travaillent dans la commune, soit 22 % des habitants. Pour se rendre au travail, 89 % des habitants utilisent un véhicule personnel ou de fonction à quatre roues, 0,4 % les transports en commun, 4,2 % s'y rendent en deux-roues, à vélo ou à pied et 6,3 % n'ont pas besoin de transport (travail au domicile).

### Activités hors agriculture

#### Secteurs d'activités
118 établissements sont implantés  à Calmont au 31 décembre 2019. Le tableau ci-dessous en détaille le nombre par secteur d'activité et compare les ratios avec ceux du département,.
| Secteur d'activité                                                                                        | Commune | Commune | Département |
| Secteur d'activité                                                                                        | Nombre  | %       | %           |
| --- | ------- | ------- | ----------- |
| Ensemble                                                                                                  | 118     |         |             |
| Industrie manufacturière, industries extractives et autres                                                | 21      | 17,8 %  | (17,7 %)    |
| Construction                                                                                              | 22      | 18,6 %  | (13 %)      |
| Commerce de gros et de détail, transports, hébergement et restauration                                    | 39      | 33,1 %  | (27,5 %)    |
| Activités financières et d'assurance                                                                      | 5       | 4,2 %   | (3,4 %)     |
| Activités immobilières                                                                                    | 1       | 0,8 %   | (4,2 %)     |
| Activités spécialisées, scientifiques et techniques et activités de services administratifs et de soutien | 14      | 11,9 %  | (12,4 %)    |
| Administration publique, enseignement, santé humaine et action sociale                                    | 10      | 8,5 %   | (12,7 %)    |
| Autres activités de services                                                                              | 6       | 5,1 %   | (7,8 %)     |

Le secteur du commerce de gros et de détail, des transports, de l'hébergement et de la restauration est prépondérant sur la commune puisqu'il représente 33,1 % du nombre total d'établissements de la commune (39 sur les 118 entreprises implantées  à Calmont), contre 27,5 % au niveau départemental.

#### Entreprises
Les trois entreprises ayant leur siège social sur le territoire communal qui génèrent le plus de chiffre d'affaires en 2020 sont : 
- Occasion Materiel - Occamat, commerce de gros (commerce interentreprises) de matériel agricole (6 674 k€)
- Nicolas Trouche, travaux d'installation d'eau et de gaz en tous locaux (181 k€)
- Des 3 Chenes, activités de soutien aux cultures (39 k€)

### Agriculture
La commune est dans le Segala, une petite région agricole occupant l'ouest du département de l'Aveyron. En 2020, l'orientation technico-économique de l'agriculture  sur la commune est l'élevage bovin, orientation mixte lait et viande.
|               | 1988  | 2000  | 2010  | 2020  |
| ------------- | ----- | ----- | ----- | ----- |
| Exploitations | 109   | 79    | 70    | 54    |
| SAU (ha)      | 2 596 | 2 572 | 2 556 | 2 235 |

Le nombre d'exploitations agricoles en activité et ayant leur siège dans la commune est passé de 109 lors du recensement agricole de 1988  à 79 en 2000 puis à 70 en 2010 et enfin à 54 en 2020, soit une baisse de 50 % en 32 ans. Le même mouvement est observé à l'échelle du département qui a perdu pendant cette période 51 % de ses exploitations,. La surface agricole utilisée sur la commune a également diminué, passant de 2 596 ha en 1988 à 2 235 ha en 2020. Parallèlement la surface agricole utilisée moyenne par exploitation a augmenté, passant de 24 à 41 ha.

## Culture locale et patrimoine

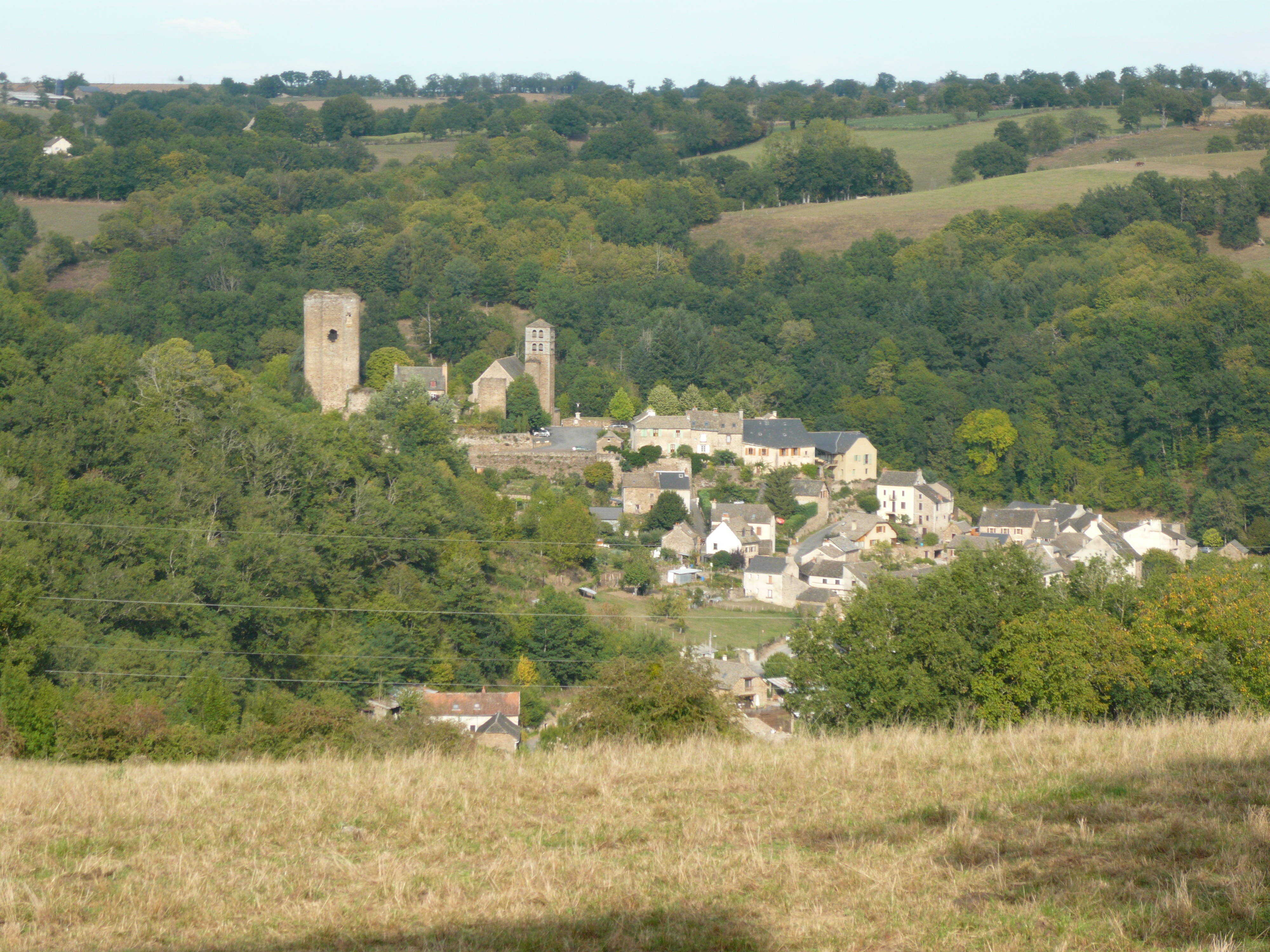
Village, église, donjon et château de Calmont-de-Plancatge.

Calmont est un village surplombé d'un château du Moyen Âge.

### Édifices civils
- Château.
- Halle  Inscrit MH (1937)[60].

### Édifices religieux
- Église Saint-Jean-Baptiste de Calmont.
- Église Saint-Amans de Magrin.
- Église Sainte-Juliette de Milhac.
- Croix de chemin  Inscrit MH (1910)[61].
- Oratoire  Inscrit MH (1977)[62].

#### Basilique Notre-Dame de Ceignac
Au cœur du Ségala, sur la commune de Calmont se trouve la basilique Notre-Dame de Ceignac.
Lieu de pèlerinage à la Vierge Marie, l'endroit est encore très fréquenté au 15 août et pendant la semaine mariale en septembre.
Initialement, un centre marial a été instauré près de Rodez vers le IIe siècle par Saint Martial de Limoges, évêque des Gaules ; il s'agissait sans doute de la chapelle du Mont devenue en 1150 la basilique Notre Dame de Ceignac ; selon la légende, un prince palatin aveugle avait, dans les années 1150, entrepris un long voyage pour offrir des lampes à la chapelle de Mont dans la forêt de Cayrac afin de recouvrer la vue. Après avoir longuement prié la Vierge, il s'écria : « J'y vois » ! La chapelle de Mont serait depuis devenue un lieu renommé et aurait pris le nom de la basilique Notre Dame de Ceignac. Au XIIIe siècle, une statue en bois fut apportée ; la basilique fut progressivement agrandie ; en 1876, la statue de la Vierge est couronnée, en 1930, une deuxième église est accolée à la première ; la nef centrale, de style roman, correspond à la partie ancienne de l'édifice ; la basilique date pour l'essentiel des XVe et XVIe siècles.
Dans l'église, on trouve une mise au tombeau en pierre polychrome, des vitraux, des reliquaires, la statue de Notre-Dame de Ceignac (style gothique byzantin), et à l'extérieur, des oratoires médiévaux.[réf. nécessaire]

### Personnalités liées à la commune
- Famille d'Arpajon.
- Louis Combes (1925-2006), alias Joan de Cantalausa, prêtre, professeur, linguiste, défenseur de l'occitan

### Héraldique
| Blason | Blasonnement : D'argent, au lion de sable. |